# Audi Cross Coupe Quattro
O Cross Coupe Quattro é um protótipo apresentado pela Audi apresentado no Salão de Shanghai de 2007.